# Liste d'élections en 1963
Chronologie des élections
- 1959
- 1960
- 1961
- 1962
- 1963
- 1964
- 1965
- 1966
- 1967

Cette liste recense les élections organisées durant l'année 1963. Elle inclut les élections législatives et présidentielles nationales dans les États souverains, ainsi que les principaux référendums.
Parmi les États démocratiques, le Canada (en avril) connaît une alternance au pouvoir en 1963. Le libéral Lester Pearson devient premier ministre, succédant aux conservateurs à la tête d'un gouvernement minoritaire. En Grèce, les élections du mois de novembre voient la défaite de la droite au pouvoir, mais ne produisent pas de résultat clair. Les centristes prennent la direction d'un gouvernement par intérim, avant de nouvelles élections.
La décolonisation se poursuit. Des élections au Kenya (mai) et à Zanzibar (juillet) préparent ces deux colonies britanniques à l'indépendance. Beaucoup d'États africains nouvellement indépendants, toutefois, instaurent des régimes à parti unique, et organisent en 1963 des élections de pure façade. C'est le cas en Guinée (janvier), en Algérie (septembre), en République du Congo (décembre) et au Tchad (décembre). En Afrique également, le Transkei est le premier bantoustan à connaître une élection, en novembre : dans ce territoire fantoche mis en place par le régime sud-africain de l'apartheid, le scrutin n'a rien de démocratique. Et au Libéria (mai), le pouvoir demeure entre les mains des descendants des colons noir-américains, la population autochtone étant toujours privée de droits civiques et politiques. Le Libéria est de facto également un État à parti unique, soumis au règne sans partage du parti True Whig (droite).
Comme à l'accoutumée, des États du bloc de l'Est organisent des scrutins où aucune candidature d'opposition au Parti communiste n'est possible, et où les citoyens sont appelés à approuver les candidats sélectionnés par le régime. C'est le cas en Mongolie (juin), en Hongrie (août), et en Allemagne de l'Est (octobre). Ailleurs, des régimes autoritaires de droite organisent des élections tout aussi peu démocratiques. Le Nicaragua (février) demeure une dictature où le bourrage d'urnes assure au gouvernement une victoire massive et frauduleuse. Au Paraguay (février), le régime du parti unique vient en principe d'être abrogé, mais se maintient en pratique avec l'appui de l'armée. Au Pérou (juin) et en Argentine (juillet), l'armée pèse de son regard sur les scrutins. Au Viêt Nam du Sud, un mouvement de résistance civile à la dictature s'organise autour des élections du mois de septembre, où le régime s'octroie néanmoins la quasi-totalité des sièges.

## Par mois

### Janvier
| Date        | Pays   | Élections    | Contexte | Résultats |
| ----------- | ------ | ------------ | --- | --- |
| 1er janvier | Guinée | Législatives | Premières élections législatives depuis l'indépendance du pays en 1958. Les précédentes avaient eu lieu en 1957. La Guinée en 1963 est un État à parti unique. | Seul parti autorisé, le Parti démocratique (autoritaire, socialisme africain) remporte tous les sièges.                                                                                           |
| 6 janvier   | Brésil | Référendum   | Les citoyens sont invités à approuver une proposition d'amendement constitutionnel transférant au Congrès bon nombre des pouvoirs exercés jusque lors par le président de la fédération. Il s'agit d'instaurer un régime de nature parlementaire. La mesure est introduite par le Congrès, hostile au président João Goulart, jugé trop à gauche. | En raison notamment de la très grande popularité du président, la proposition est rejetée par 82 % des votants.                                                                                   |
| 23 janvier  | Koweït | Législatives | Il n'y a pas de partis politiques. | Parlement sans majorité. La faction favorable au gouvernement remporte une majorité relative des sièges, tandis que l'opposition est divisée. Sabah al-Salim al-Sabah est nommé premier ministre. |
| 26 janvier  | Iran   | Référendum   | Les citoyens sont invités à approuver en bloc une série de réformes constituant la « Révolution blanche » : nationalisations de certaines terres, nouveaux droits pour les ouvriers, droit de vote pour les femmes, grand programme d'alphabétisation... Le vote ne se déroule pas à bulletin secret.                                             | Les mesures sont approuvées officiellement par 99,9 % des votants. |

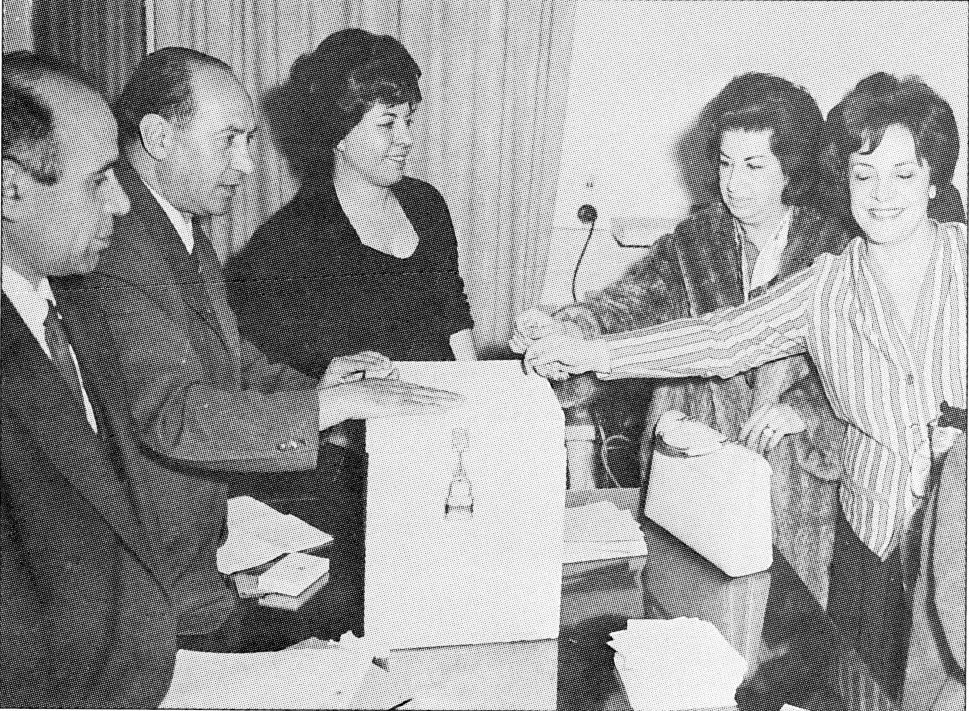
Femmes iraniennes votant lors du référendum du 26 janvier qui leur donne officiellement le droit de vote.

### Février
| Date       | Pays      | Élections                   | Contexte | Résultats |
| ---------- | --------- | --------------------------- | --- | --- |
| 3 février  | Nicaragua | Législatives Présidentielle | Le Nicaragua à cette date est une dictature. Ces élections, boycottées par presque tous les partis d'opposition, sont entachées de fraudes massives. Dans certaines parties du pays, il y a davantage de suffrages exprimés que de résidents adultes en âge de voter. | Le Parti libéral nationaliste (autoritaire, droite) conserve sa majorité absolue des sièges dans les deux chambres. Son candidat René Schick est élu président avec officiellement 90,5 % des voix, face à un unique adversaire du Parti conservateur. |
| 10 février | Paraguay  | Législatives Présidentielle | Premières élections après la fin (théorique) du régime à parti unique. Tous les partis sauf le Parti communiste sont autorisés. En pratique, le pays demeure une dictature militaire.                                                                                 | Le Parti colorado (droite), jusque-là parti unique, conserve les deux tiers des sièges à la Chambre des députés. Son candidat Alfredo Stroessner est élu président de la République avec 92,3 % des voix, face à Ernesto Gavilan du Parti libéral.     |

### Mars
| Date                 | Pays     | Élections    | Contexte | Résultats |
| -------------------- | -------- | ------------ | --- | --- |
| 25 février et 3 mars | Monaco   | Législatives | | Le parti Union nationale et démocratique (conservateur) conserve la quasi-totalité des sièges. Jean Reymond est nommé ministre d'État (premier ministre). |
| 3 mars               | Sénégal  | Référendum   | Les citoyens sont invités à approuver une proposition de réforme constitutionnelle instaurant un régime présidentiel et abolissant la fonction de premier ministre. Elle abroge toutefois également la possibilité pour le président de la République de révoquer l'Assemblée nationale. | La proposition est approuvée officiellement par 99,5 % des votants. Des élections législatives et présidentielle ont lieu en décembre.                    |
| mars                 | Suriname | Législatives | Le Suriname à cette date est un pays constitutif du Royaume des Pays-Bas. Il jouit d'une pleine autonomie, sauf en matière de politique étrangère et de défense. | Parlement sans majorité. Le Parti national conserve sa majorité relative des sièges. Severinus Desiré Emanuels (Parti national) demeure premier ministre. |

### Avril
| Date     | Pays     | Élections      | Contexte | Résultats |
| -------- | -------- | -------------- | --- | --- |
| 8 avril  | Canada   | Législatives   | Élections anticipées, le gouvernement minoritaire du premier ministre John Diefenbaker (Parti progressiste-conservateur : centre-droit) ayant été destitué par une motion de censure à la Chambre des communes. | Parlement sans majorité. Alternance. Le Parti libéral (centre-gauche) remporte une majorité relative des sièges, manquant de peu la majorité absolue. Lester Pearson (libéral) devient premier ministre, avec l'appui du Nouveau Parti démocratique (gauche). |
| 28 avril | Autriche | Présidentielle | | Le président Adolf Schärf (Parti socialiste : SPÖ) est réélu avec 55,4 % des voix face à deux autres candidats. |
| 28 avril | Italie   | Parlementaires | | Parlement sans majorité. Le parti Démocratie chrétienne (centriste, chrétien social) conserve sa majorité relative des sièges dans les deux chambres. Giovanni Leone (DC) devient président du conseil (premier ministre).                                    |

### Mai
| Date         | Pays     | Élections                      | Contexte | Résultats |
| ------------ | -------- | ------------------------------ | --- | --- |
| 5 mai        | Togo     | Référendum                     | Le scrutin fait suite au coup d'État militaire du 13 janvier, par lequel le président Sylvanus Olympio a été assassiné. C'est le premier coup d'État dans un État d'Afrique nouvellement indépendant. Les citoyens sont invités à approuver des amendements constitutionnels, instaurant un régime présidentiel.                                          | La proposition est approuvée par 98,5 % des votants. Des élections législatives et présidentielle ont lieu le même jour. |
| 5 mai        | Togo     | Législatives et présidentielle | Pour les élections législatives, les citoyens sont appelés à approuver les candidats d'une liste unique, répartissant les sièges à parts égales entre quatre partis politiques : le Parti de l'unité (nationaliste), le parti Juvento (centre-gauche), l'Union démocratique des populations togolaises et le Mouvement populaire.                         | Nicolas Grunitzky (Mouvement populaire), seul candidat à l'élection présidentielle, est automatiquement élu avec 100 % des voix. La liste dite « Union nationale et réconciliation », pour les élections législatives, est approuvée officiellement par 98,6 % des votants ; un quart des sièges revient à chacun des quatre partis.          |
| 7 mai        | Liberia  | Présidentielle et législatives | Les élections se déroulent au suffrage censitaire (masculin et féminin). Ceci a pour conséquence d'exclure du droit de vote la grande majorité de la population autochtone, et de réserver l'exercice du pouvoir aux descendants de colons noir-américains. Sous ce gouvernement autoritaire et répressif, l'opposition ne peut fonctionner correctement. | Seul candidat, le président William Tubman (parti True Whig : droite) est automatiquement réélu pour un quatrième mandat avec 100 % des voix. |
| 15 mai       | Pays-Bas | Législatives                   | | Parlement sans majorité. Le Parti populaire catholique (KVP, chrétien-démocrate) conserve sa majorité relative, avec un tiers des sièges. Victor Marijnen (KVP) devient premier ministre. |
| 17 mai       | Maroc    | Législatives                   | Premières élections après l'indépendance du Maroc en 1956. Elles font suite à l'adoption d'une Constitution par référendum en 1962. | Parlement sans majorité. Le Front pour la défense des institutions constitutionnelles (centriste, royaliste, libéral) remporte une majorité relative des sièges. Ahmed Bahnini (FDIC) devient premier ministre, à la tête d'un gouvernement de coalition avec le Parti de l'Istiqlal (conservateur, nationaliste).                            |
| 18 au 26 mai | Kenya    | Législatives                   | Ces élections préparent cette colonie britannique à l'indépendance. | Le parti Union nationale africaine kenyane (conservateur), qui disposait d'une majorité relative, remporte cette fois la majorité absolue des sièges à la Chambre des représentants, et la majorité relative au Sénat. Jomo Kenyatta devient premier ministre, le premier à porter ce titre, et mène le pays à l'indépendance le 12 décembre. |

### Juin
| Date          | Pays     | Élections                      | Contexte | Résultats |
| ------------- | -------- | ------------------------------ | --- | --- |
| 9 juin        | Islande  | Législatives                   | | Parlement sans majorité. Le Parti de l'indépendance (conservateur) conserve sa majorité relative des sièges dans les deux chambres. Ólafur Thors demeure premier ministre, à la tête d'un gouvernement de coalition avec le Parti social-démocrate. Ensemble, les deux partis disposent tout juste d'une majorité absolue. |
| 9 juin        | Mongolie | Législatives                   | La Mongolie à cette date est un État à parti unique. Tous les candidats doivent être approuvés par les autorités.                                                           | Le Parti du peuple (marxisme-léninisme) conserve la très grande majorité des sièges, les autres revenant à des élus sans étiquette approuvés par le parti. Yumjagiyn Tsedenbal, secrétaire général du comité central du parti, demeure premier ministre. |
| 9 juin        | Pérou    | Législatives et présidentielle | Nouvelles élections après l'annulation des résultats des élections de 1962 par un coup d'État militaire.                                                                    | Parlement sans majorité. Le parti Alliance populaire révolutionnaire américaine (centre-gauche) obtient la majorité relative des sièges dans les deux chambres. C'est toutefois Fernando Belaúnde Terry, candidat du parti centriste Action populaire et du Parti démocrate-chrétien, qui remporte l'élection présidentielle avec 39,1 % des voix, devant trois autres candidats. Víctor Raúl Haya de la Torre, candidat de l'APRA, qui avait terminé en tête à l'élection de 1962, finit cette fois deuxième avec 34,4 % des suffrages. |
| 19 au 21 juin | Vatican  | Conclave                       | Élection du pape (monarque temporel de l'État de la Cité du Vatican) par les cardinaux de l'Église catholique romaine. Ce conclave fait suite à la mort du pape Jean XXIII. | Giovanni Battista Montini, archevêque de Milan, est élu et prend le nom de Paul VI. |

### Juillet
| Date      | Pays      | Élections                      | Contexte | Résultats |
| --------- | --------- | ------------------------------ | --- | --- |
| 6 juillet | Jordanie  | Législatives                   | Les partis politiques ne sont pas autorisés. | Tous les députés sont élus sans étiquette. Hussein ibn Nasser demeure premier ministre. |
| 7 juillet | Argentine | Législatives et présidentielle | Ces élections font suite au coup d'État militaire de mars 1962, qui a contraint le président Arturo Frondizi (Union civique radicale intransigeante : centre-gauche) à la démission et qui a annulé les résultats des élections législatives de 1962. Aucun candidat péroniste n'étant autorisé, les partisans du péronisme votent souvent blanc ou nul. | Alternance. Parlement sans majorité. L'Union civique radicale populaire (UCRP, centre-gauche) dépasse l'UCRI (qui perd bien plus de la moitié de ses sièges), et obtient la majorité relative à la Chambre des députés. Arturo Umberto Illia remporte l'élection présidentielle avec 25,2 % des voix (devant cinq autres candidats), et le soutien d'une majorité absolue des membres du collège électoral. Le taux de bulletins blancs ou nuls est de 21,2 %.                                                                                                 |
| juillet   | Zanzibar  | Législatives                   | Ces élections préparent cette colonie britannique à l'indépendance. | L'alliance du Parti nationaliste (conservateur, principalement arabe) et du Parti populaire (conservateur, principalement noir) conserve sa majorité absolue des sièges. Muhammad Shamte Hamadi demeure premier ministre, et mène le pays à l'indépendance le 10 décembre. En janvier 1964 éclate la révolution de Zanzibar : des mouvements noirs, de gauche, renversent le sultan Jamshid ben Abdallah et proclament une « république populaire », une dictature militaire. En avril 1964, le Zanzibar et le Tanganyika fusionnent pour devenir la Tanzanie. |

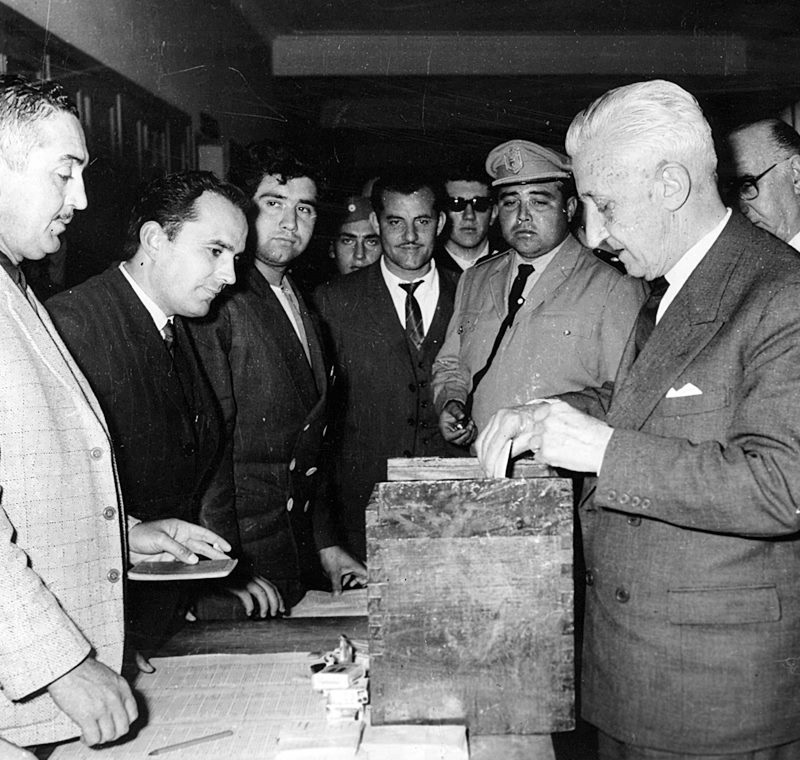
Arturo Illia votant lors de l'élection présidentielle argentine du mois de juillet.

### Août
| Date    | Pays    | Élections    | Contexte | Résultats |
| ------- | ------- | ------------ | --- | --- |
| 24 août | Hongrie | Législatives | La Hongrie à cette date est une dictature à parti unique. C'est la période du « socialisme du goulash », une version un peu plus ouverte et tolérante que le marxisme-léninisme en vigueur dans les autres pays d'Europe de l'Est. Néanmoins, comme dans les pays voisins, les autorités présentent une liste unique de candidats, les citoyens étant invités à l'approuver. Aucune candidature d'opposition n'est possible. | Les candidats sont approuvés officiellement par 98,9 % des votants. Le Parti socialiste ouvrier conserve une large majorité des sièges, les autres revenant à des élus officiellement sans étiquette mais approuvés par le parti. János Kádár, premier secrétaire du parti, demeure président du Conseil des ministres (premier ministre). |

### Septembre
| Date         | Pays            | Élections      | Contexte | Résultats |
| ------------ | --------------- | -------------- | --- | --- |
| 8 septembre  | Algérie         | Référendum     | Les citoyens sont invités à approuver une Constitution faisant formellement du pays un État à parti unique, ce qu'il est déjà de facto. | La proposition est approuvée officiellement par 98,0 % des votants. Une élection présidentielle (à candidat unique) a lieu dans la foulée. |
| 15 septembre | Algérie         | Présidentielle | Première élection présidentielle depuis l'indépendance du pays en 1962. L'Algérie à cette date est un État à parti unique : Les citoyens sont invités à approuver ou rejeter l'unique candidat.                                                    | Ahmed Ben Bella (Front de libération nationale : nationaliste, socialiste) est élu avec un taux d'approbation de 99,6 %. |
| 17 septembre | Iran            | Législatives   | | Alternance. Le Parti du Nouvel Iran (centre-droit) remporte une majorité absolue des sièges. Hassan Ali Mansour devient premier ministre. |
| 27 septembre | Viêt Nam du Sud | Législatives   | Le Viêt-Nam du Sud est un régime autoritaire. Les élections se déroulent durant la « Crise bouddhiste », une campagne de résistance civile contre la dictature. En conséquence, le régime autorise quelques candidats d'opposition à se présenter. | Les divers partis membres du régime du président Ngô Đình Diệm conservent tous les sièges sauf trois. Début novembre, toutefois, Ngô Đình Diệm est renversé et assassiné par un coup d'État militaire. Le Parlement est dissous. Il s'ensuit une période d'instabilité marquée par plusieurs autres coups d'État ou tentatives de coups d'État. |

### Octobre
| Date       | Pays               | Élections      | Contexte | Résultats |
| ---------- | ------------------ | -------------- | --- | --- |
| 15 octobre | Corée du Sud       | Présidentielle | L'élection fait suite au coup d'État militaire de 1961 qui renverse le gouvernement du président Yun Po-sun et met fin à la Seconde République. Cette élection marque la transition d'une dictature militaire vers la Troisième République. | Park Chung-hee (Parti républicain démocratique : conservateur, autoritaire, corporatisme étatique), auteur du coup d'État, est élu de justesse avec 46,6 % des voix, contre 45,1 % pour le président déchu Yun Po-sun. Des élections législatives ont lieu en novembre. |
| 20 octobre | Allemagne de l'Est | Législatives   | L'Allemagne de l'Est (RDA) à cette date est une dictature de facto à parti unique. Bien qu'une diversité de partis existe officiellement, ils sont tous subordonnés aux autorités communistes. La répartition des sièges entre les partis est décidée par avance ; les autorités présentent une liste unique de candidats, les citoyens étant invités à l'approuver. | Les candidats sont approuvés officiellement par 99,95 % des votants. En apparence, ces élections produisent un parlement sans majorité, où le Parti socialiste unifié (SED, marxiste-léniniste) dispose de seulement un quart des sièges. Dans la pratique, les autres partis sont soumis à sa direction. Otto Grotewohl (SED) demeure président du conseil des ministres. |
| 21 octobre | Maurice            | Législatives   | . | Victoire du parti travailliste 19 sièges sur 40. |
| 27 octobre | Suisse             | Législatives   | | Parlement sans majorité. Le Parti socialiste termine en tête avec un peu plus d'un quart des sièges au Conseil national. Le Parti radical-démocratique (libéral) et le Parti conservateur chrétien-social remportent également chacun environ un quart des sièges. |

### Novembre
| Date        | Pays             | Élections    | Contexte | Résultats |
| ----------- | ---------------- | ------------ | --- | --- |
| 3 novembre  | Grèce            | Législatives | Élections anticipées après la démission du premier ministre Konstantínos Karamanlís (Union nationale radicale : droite), qui avait d'importants désaccords avec le roi Paul Ier. | Parlement sans majorité. Alternance. L'UNR perd sa majorité absolue des sièges et termine deuxième, avec six sièges de moins que l'Union du centre (vénizéliste, libérale, centriste). Le roi demande à Geórgios Papandréou (Union du centre) de former un gouvernement minoritaire temporaire, avant le tenue de nouvelles élections en 1964.                                                                  |
| 20 novembre | Transkei         | Législatives | Premières élections après la création de ce bantoustan autonome en 1960. Les bantoustans, dont le Transkei est le premier, sont créés par le régime de l'apartheid pour exclure la population noire du reste de l'Afrique du Sud. Une majorité des sièges sont réservés pour des chefs autochtones. | Le Parti démocratique remporte la majorité absolue des sièges élus par les citoyens, mais une très grande majorité des chefs siégeant à l'assemblée appartiennent au Parti de l'indépendance nationale, disposé à collaborer avec le régime de l'apartheid. Ce parti obtient ainsi la majorité absolue des sièges. Kaiser Matanzima devient ministre-en-chef, le premier chef de gouvernement de ce territoire. |
| 21 novembre | Japon            | Législatives | | Le Parti libéral-démocrate (droite) conserve sa majorité absolue des sièges à la Chambre des représentants. Hayato Ikeda demeure premier ministre. |
| 26 novembre | Corée du Sud     | Législatives | Ces élections font suite au scrutin présidentiel du mois d'octobre. | Le Parti républicain démocratique (conservateur, autoritaire, corporatisme étatique), parti du président Park Chung-hee, remporte une large majorité des sièges. |
| 30 novembre | Australie        | Législatives | Les Aborigènes ont le droit de vote pour la première fois. | La Coalition des partis conservateurs et libéraux conserve sa majorité absolue des sièges à la Chambre des représentants. Robert Menzies (Parti libéral : conservateur), au pouvoir depuis 1949, demeure premier ministre. |
| 30 novembre | Nouvelle-Zélande | Législatives | | Le Parti national (centre-droit) conserve sa majorité absolue des sièges. Keith Holyoake demeure premier ministre. |

### Décembre
| Date         | Pays                | Élections                      | Contexte | Résultats |
| ------------ | ------------------- | ------------------------------ | --- | --- |
| 1er décembre | Sénégal             | Législatives et présidentielle | Premières élections après l'indépendance du pays en 1960. Les précédentes élections législatives s'étaient tenues en 1959. | L'Union progressiste (socialisme africain) conserve la totalité des sièges à l'Assemblée nationale, malgré la participation au scrutin d'un parti concurrent (le Parti du regroupement africain). Seul candidat à l'élection présidentielle, Léopold Sédar Senghor (Union progressiste) est automatiquement élu avec 100 % des voix. |
| 1er décembre | Venezuela           | Législatives et présidentielle | | Congrès sans majorité. Le parti Action démocratique (gauche) perd sa majorité absolue des sièges aux deux chambres du Congrès, mais y conserve la majorité relative. Raúl Leoni (Action démocratique) est élu président de la fédération avec 32,8 % des voix, face à six autres candidats.                                          |
| 8 décembre   | République du Congo | Référendum                     | Ce scrutin fait suite aux « Trois Glorieuses » de la mi-août : les trois journées de manifestations populaires qui ont contraint le président Fulbert Youlou, autoritaire et corrompu, à démissionner. Un régime socialiste révolutionnaire lui succède. Dans ce cadre, les citoyens sont invités à approuver une nouvelle Constitution qui instaurerait un État socialiste à parti unique. | La mesure est approuvée par 86,1 % des votants. Des élections législatives puis présidentielle ont lieu dans la foulée. |
| 11 décembre  | République du Congo | Législatives                   | Premières élections législatives après l'indépendance du pays en 1960. Les précédentes s'étaient tenues en 1959. | Seul parti en lice, le Mouvement national de la révolution (socialiste) remporte mécaniquement tous les sièges. Pascal Lissouba devient premier ministre. |
| 19 décembre  | République du Congo | Présidentielle                 | | Seul candidat, Alphonse Massamba-Débat (Mouvement national de la révolution : socialiste) est élu automatiquement avec 100 % des voix. |
| 22 décembre  | Tchad               | Législatives                   | Le Tchad à cette date est un État à parti unique. Les citoyens sont appelés à voter pour ou contre les candidats présentés par le parti. | Les candidats du Parti progressiste sont approuvés officiellement par 99,9 % des votants, et conservent tous les sièges. |